# Supercoppa del Brasile 1990
La Supercoppa del Brasile 1990 (ufficialmente in portoghese Supercopa do Brasil 1990) è stata la prima edizione della Supercoppa del Brasile.
Si è svolta nel marzo 1990 in gara di andata e ritorno tra il Vasco da Gama, vincitore della Série A 1989, e il Grêmio, vincitore della Coppa del Brasile 1989.
A conquistare il titolo è stato il Grêmio che ha vinto la gara di andata a Porto Alegre per 2-0 e ha pareggiato quella di ritorno a Rio de Janeiro per 0-0. Entrambe le partite sono state valide anche per la Coppa Libertadores 1990.

## Tabellini
NB: Queste 2 partite è anche valido per il Coppa Libertadores 1990

### Andata
| Arbitro: | Tavares |

|                      |           |  |
| Nílson 67’ Darci 76’ | Marcatori |  |

| Grêmio | Vasco da Gama |

| Grêmio:              |                |
|                      |                |
| P                    | Mazarópi       |
| D                    | Alfinete       |
| D                    | Luís Eduardo   |
| D                    | Vilson         |
| D                    | Hélcio         |
| C                    | Jandir         |
| C                    | Adílson Heleno |
| C                    | Cuca           |
| C                    | Darci          |
| A                    | Nílson         |
| A                    | Paulo Egídio   |
| Allenatore:          |                |
| Paulo Sergio Poletto |                |

| Vasco da Gama: |                   |  |     |
|                |                   |  |     |
| P              | Acácio            |  |     |
| D              | Luiz Carlos Winck |  |     |
| D              | Hólger Quiñónez   |  |     |
| D              | Marco Aurélio     |  |     |
| D              | Jorge Luiz        |  |     |
| C              | Mazinho           |  |     |
| C              | William           |  | 70’ |
| C              | Tita              |  |     |
| A              | Bismark           |  |     |
| A              | Bebeto            |  |     |
| A              | Roberto Dinamite  |  | 70’ |
| Sostituzioni:  |                   |  |     |
| C              | Zé do Carmo       |  | 70’ |
| A              | Sorato            |  | 70’ |
| Allenatore:    |                   |  |     |
| Alcir Portela  |                   |  |     |

### Ritorno
| Rio de Janeiro 18 aprile 1990 | Vasco da Gama | 0 – 0 referto | Grêmio | Estádio São Januário (10.000 spett.)\| Arbitro: \| Costa \| |
| Arbitro:                      | Costa         |               |        |                                                             |

| Vasco da Gama | Grêmio |

| Vasco da Gama: |                   |  |     |
|                |                   |  |     |
| P              | Acácio            |  |     |
| D              | Luiz Carlos Winck |  |     |
| D              | Célio Silva       |  |     |
| D              | Zé do Carmo       |  |     |
| C              | Mazinho           |  |     |
| C              | Andrade           |  | 61’ |
| C              | Boiadeiro         |  |     |
| C              | Tita              |  |     |
| A              | Bismark           |  | 77’ |
| A              | Bebeto            |  |     |
| A              | Sorato            |  |     |
| Sostituzioni:  |                   |  |     |
| C              | William           |  | 61’ |
| A              | Tato              |  | 77’ |
| Allenatore:    |                   |  |     |
| Alcir Portela  |                   |  |     |

| Grêmio:            |              |  |     |
|                    |              |  |     |
| P                  | Mazarópi     |  |     |
| D                  | Alfinete     |  |     |
| D                  | Luís Eduardo |  |     |
| D                  | Vilson       |  |     |
| D                  | Hélcio       |  |     |
| C                  | Jandir       |  | 88’ |
| C                  | Lino         |  |     |
| C                  | Cuca         |  |     |
| C                  | Darci        |  | 63’ |
| A                  | Nílson       |  |     |
| A                  | Paulo Egídio |  |     |
| Sostituzioni:      |              |  |     |
| A                  | Nando        |  | 63’ |
| C                  | João Antônio |  | 88’ |
| Allenatore:        |              |  |     |
| Evaristo de Macedo |              |  |     |

## Campioni
| Vincitore Supercoppa del Brasile 1990 |
| ------------------------------------- |
| Grêmio 1º titolo                      |